# Cinema & Cinema
Cinema & Cinema è stata una rivista di cinema, fondata nel 1974 da Adelio Ferrero nell'ambito della cattedra di "Storia del cinema" all'Università di Bologna (DAMS).
Per lungo tempo ha portato come sottotitolo "Materiali di studio e di intervento cinematografici" e in quarta di copertina una poesia di Vladimir Majakovskij. Ne sono usciti in totale 64 numeri, di cui 9 doppi e 1 triplo, in 4 serie diverse, fino al 1994.

## Prima serie
Dal n. 1 al n. 29, la redazione era a Milano e l'editore era Marsilio di Venezia. Direttori sono stati Adelio Ferrero (nn. 1-12) e poi Lorenzo Pellizzari (nn. 13-29), ma il comitato di redazione comprendeva anche Fulvio Accialini, Alberto Cattini, Lucia Coluccelli, Antonio Costa, Guido Fink, Giovanna Grignaffini, Franco La Polla, Leonardo Quaresima e Giorgio Tinazzi.
Hanno collaborato anche Roberto Prigione, Flavio Ruffatto, Giorgio Sermidi, Ezio Stringa, Sandro Toni, Paolo Mereghetti, Omer Pignatti, Lino Micciché, Fernaldo Di Giammatteo, Claudio Maria Valentinetti, Sandro Scandolara, Sandro Bernardi, Patrizia Pistagnesi, Paolo Bertetto, Alfredo Cavalieri, Roberto Campari, Giorgio Cremonini, Piera Detassis, Carlo A. Madrignani, Francesco Casetti, Sergio Colomba, Enrico Magrelli, Giampaolo Bernagozzi, Giorgio Canestri, Enrico Foà, Mario Sperenzi, Alfredo Mango, Jeris Fochi, Nuccio Lodato, Goffredo Fofi, Giovanna Angeli, Fabrizio Grosoli, Giuliana Callegari, Marisa Vescovo, Maurizio Grande, Flavio Tuliozi, Alberto Crespi, Michele Canosa, Milena Gabanelli, Pier Luigi Sgarbi, Carlo Paltrinieri, Fausto Galosi, Gualtiero De Santi, Roberto Buffagni, Fabio Ferzetti, Alfredo Cavalieri, Battista Copello, Luca-Saraz Budini, Vito Zagarrio, Roberto Pugliese, Diego Cassani, Giulia Alberti, Massimo Alutto, Filippo D'Angelo, Danilo Arona e Gualtiero De Marinis.
I numeri avevano una parte monografica su un regista, un movimento, un genere o persino un film, una di "Questioni" più generali e una di "Servizi", con opinioni, recensioni di libri, festival e film. Ogni numero aveva un inserto fotografico centrale.

## Seconda serie
Dal n. 30 al n. 44, la redazione si spostò a Bologna, l'editore era ancora Marsilio, ma divenne direttore Guido Fink e in redazione c'erano Fulvio Accialini, Sandro Bernardi, Roberto Campari, Alberto Cattini, Lucia Coluccelli, Antonio Costa, Giorgio Cremonini, Piera Detassis, Giovanna Grignaffini, Franco La Polla, Lorenzo Pellizzari, Leonardo Quaresima, Giorgio Tinazzi, Claudio Maria Valentinetti. La serie si rinnovava con il contributo grafico di Orazio Pugliese e spariva dalla quarta di copertina la poesia di Majakovskij. Dal n. 42 diventò inoltre quadrimestrale.
Tra i collaboratori non ancora nominati Vittorio Boarini, Stefano Socci, Maurizio Pieri, Marco Cecconi, Enrico Giacovelli, Cristina Acciari, Aurelio Minonne, Daniela Orati, Franco Minganti, Emanuela Martini, Edoardo Rosati, Elena Dagrada, Gian Piero Brunetta, Susanna Zucchelli, Domenico Carosso], Giuliana Bruno, Umberto Eco, Guido Almansi, Alessandro Cogolo, Giuliana Muscio, Stefano Beltrami, Giuseppe Caputo, Gregorio Scalise, Massimo Cucchi, Silvio Danese e Cecilia Pennacini.

## Terza serie
Dal n. 45 al n. 50 l'editore divenne la Cooperativa Intrapresa, il formato si allargò di molto includendo le fotografie all'interno dell'impaginazione. Direttore era ancora Guido Fink, ma con un comitato di redazione ristretto ad Antonio Costa, Giorgio Cremonini, Giovanna Grignaffini, Lorenzo Pellizzari e Leonardo Quaresima, mentre figuravano redattori anche Fulvio Accialini, Sandro Bernardi, Gian Piero Brunetta, Omar Calabrese, Roberto Campari, Alberto Cattini, Seymour Chatman, Lucia Coluccelli, Piera Detassis, Pierre Sorlin, Giorgio Tinazzi e Claudio Maria Valentinetti. La direzione grafica era di Gianni Sassi.
Tra i nuovi collaboratori, non ancora citati, Pier Marco De Santi, Giovanna Rosetti, Maria Giovanna Tassinari, Monica Dall'Asta, Giuseppe Panella, Cesare Garboli, Leonardo Gandini, Renzo Canestrari, Carlo Piccardi, Alessandra Calanchi, Alberto Boschi, Sara Mamone, Alberto Artese, Luigi Magarotto, Sergio Frosali, Giovanni Bogani, Guido Cerasuolo, Pietro Montani, Sileno Salvagnini e Mariolina Diana.
Il n. 48 ospirava racconti inediti da servire come soggetto di Aldo Busi, Giampiero Comolli, Umberto Fiori, Marco Lodoli, Gianfranco Manfredi, Daniele Panebarco, Giovanni Pascutto, Claudio Piersanti, Elisabetta Rasy e Pier Vittorio Tondelli e il n. 49 interventi di scrittori come Gianni Celati, Mario Soldati, Ennio Flaiano o Curzio Malaparte (nel n. 50 anche Anna Banti).
Pochi ma interessanti gli articoli tradotti di Dominique Noguez, Eric Michael Scrullin, Dennis Giles, Parker Tyler, Louise Spence, Mimi White, Robert Sklar, Paul Kerr, Serge Gavronsky, Harry Leon Wilson, Gavriel Moses, Robert Coover, James Hay, Linda Hutcheon, Robert Mallet-Stevens, Raymond Bellour, François Jost, Jean-Louis Leutrat, Michel Mesnil, John P. Welle, ma anche di Leslie Fiedler, Robert Musil, Joseph Roth, Alfred Döblin o Guillaume Apollinaire.

## Quarta serie
Dal n. 51 al 68. Dopo qualche anno di inattività, il nucleo storico di allievi di Adelio Ferrero composto da Antonio Costa, Giovanna Grignaffini e Leonardo Quaresima riuscì a far stampare ancora per qualche anno qualche numero della rivista per la CLUEB di Bologna.
La serie include inediti di Siegfried Kracauer, Paul Valéry, Paul Éluard, Ramón Gómez de la Serna e Bruno Taut, oltre ad articoli, tra i nomi non citati, di C. Prasso, Stefano Salvetti, Giovanni Bogani, Paolo Zardetto, V. Bugno, Roberto Zemignan, R. Candia, Nicola Badalucco, Alberto Lattuada, S. Salvagnini, Guglielmo Pescatore, R. Abel, Giulia Carluccio,  B. Falaschi, C. Pallavidino, Stuart Liebman, S. Giachello, Gian Carlo Bertolina, Vincenzo Buccheri, Marco Bertozzi, Jacques Aumont, R. Di Fazio, Alberto Morsiani, Paolo Fabbri, Paola Scremin, G. Roth, Peter Zadek, V. Canaris, M. Lange, T. Rothschild, D. Dorn, E. Simeon, Arnaldo Picchi, K. Witte, Irmbert Schenk, Elfi Reiter, Roberto Grandi, Ugo Volli, Mario Sesti, Alessandra Di Luzio, M. Pistoia, A. Boschi, Claudio Meldolesi, Teodoro Scamardi, P. Brunetta, Gillian Anderson, Philip Tagg, Cristina Cano, O. Di Brizzi, R.M. Salvatore, S. Capocchia, C. Secchi, Teresa De Lauretis, Umberto Marino, A. Cogolo, Morando Morandini, D. Turrini, Jesús Gonzáles Requena, G. Beni, Clelia Sedda, B. Pini, N. Mazzanti, Gian Luca Farinelli, Raymond Borde, C. Malaguti, R.R. Tranche, D. Aronica, Vicente Sanchez-Biosca, D. Font, C.F. Heredero, I. Fava, E. De Paoli, A. Dalla Casa, E. Cagnoni, R. Ventrella, Luisa Ceretto, Manuela Teatini, Valentina Ruffin, Maria Adelaide Frabotta, David William Elwood, P. Lughi, Sabina Uberti-Bona, Emiliano Morreale, e A. Bondio.

## Titoli delle monografie
- 1. (ottobre-dicembre 1974) Taviani e le strade del cinema politico
- 2. (gennaio-marzo 1975) New Hollywood e America 1974
- 3. (aprile-giugno 1975) Orson Welles, il centro del labirinto
- 4. (luglio-settembre 1975) Luis Buñuel tra surrealismo e industria culturale
- 5. (ottobre-dicembre 1975) Il «cinema nõvo» brasiliano: crisi e trasformazione
- 6. (gennaio-marzo 1976) Ėjzenštejn/Vertov: per una decifrazione comunista della realtà
- 7/8. (aprile-settembre 1976) Il cinema italiano
- 9. (ottobre-dicembre 1976) Truffaut: la finzione del possibile
- 10. (gennaio-marzo 1977) Godard à son image
- 11. (aprile-giugno 1977) Il «nuovo» cinema tedesco
- 12. (luglio-settembre 1977) Losey: il gioco dei rimandi
- 13. (ottobre-dicembre 1977) Cinema psicoanalisi
- 14. (gennaio-marzo 1978) Per Adelio Ferrero: politica culturale, critica, progetto
- 15. (aprile-giugno 1978) Cinema/tv: lo sguardo e il potere
- 16/17. (luglio-dicembre 1978) Francia 1970: nel riflusso dell'onda (Éric Rohmer, Jean Eustache, Louis Malle, Marguerite Duras, Bertrand Tavernier ecc.)
- 18/19. (gennaio-giugno 1979) La lingua franca di Hollywood (Murnau, Stroheim, Lubitsch, Bela Lugosi, Fritz Lang, Jacques Tourneur ecc.)
- 20. (luglio-settembre 1979) Zavattini nella città del cinema
- 21. (ottobre-dicembre 1979) Bazin / il lato oscuro del visibile
- 22/23. (gennaio-giugno 1980) C'era una volta il musical
- 24. (luglio-settembre 1980) L'apocalisse e poi (su Apocalypse Now di Coppola)
- 25/26. (ottobre 1980-marzo 1981) Hitchcock, la dimensione nascosta
- 27/28. (aprile-settembre 1981) Mae, Greta, Marlene, Rita, Marilyn e le altre
- 29. (ottobre-dicembre 1981) Fantascienza: il nome della cosa (numero con indici generali 1974-1981)
- 30. (gennaio-marzo 1982) De Santis: l'avventura neorealista
- 31. (aprile-giugno 1982) John Ford, l'amico americano
- 32. (luglio-settembre 1982) Aria di Parigi: cinema francese 1945-1955 (la “Revue du Cinéma", Gérard Philipe, Simone Signoret, Michèle Morgan, Julien Duvivier, Yves Allégret, Henri-Georges Clouzot, Claude Autant-Lara ecc.)
- 33. (ottobre-dicembre 1982) Nessuno è perfetto. Modelli di finzione della commedia
- 34. (gennaio-marzo 1983) La cosa di questo mondo. Il new horror USA (John Landis, George A. Romero, Brian De Palma, John Carpenter, David Cronenberg ecc.)
- 35/36. (aprile-settembre 1983) Il racconto elettronico (sulle serie tv, Star Trek, le Soap opera ecc.)
- 37. (ottobre-dicembre 1983) Le forme del sentimento. Il melodramma nel cinema hollywoodiano (King Vidor, Douglas Sirk, Vincente Minnelli ecc.)
- 38. (gennaio-marzo 1984) Italianamericans (su Cristo fra i muratori di Dmytryk, l'immagine dell'italiano nel cinema hollywoodiano, Scorsese ecc.)
- 39. (aprile-giugno 1984) L'estetica del remake
- 40/41. (luglio-dicembre 1984) Il romanzo di Hollywood (su Fitzgerald e altri scrittori americani prestati al cinema)
- 42. (gennaio-aprile 1985) La città trasparente (scenografie, miniature e modelli della città come frontiera di violenza, solitudine e utopia populista)
- 43. (maggio-agosto 1985) Pier Paolo Pasolini
- 44. (settembre-dicembre 1985) L'immagine della musica (sui videoclip) (numero con indici generali 1982-1985)
- 45. (giugno 1986) Il fantasma del bello. Le vocazioni estetiche del cinema italiano
- 46. (settembre 1986) Tutta la memoria del cinema. Autobiografia e ricordi dello spettatore collettivo
- 47. (dicembre 1986) Lo spazio del film. Scenografie, architetture, paesaggi
- 48. (marzo 1987) Immagini future. 10 storie per film-maker
- 49. (giugno 1987) Lo scrittore nel cinema italiano
- 50. (dicembre 1987) Cinema e pittura
- 51/52/53. (1988/1989) Wim Wenders. Tokio Berlino Tokio (numero con indici generali 1986-1987)
- 54/55. (1989) Visioni di superficie. Cinema e pittura
- 56. (1989) Alberto Lattuada. Gli anni di «Corrente»
- 57. (1990) La scena ottica. Cinema e teatro in Germania
- 58. (1990) L'arte della scena. Cinema e moda
- 59. (1990) Doppelberg. Specchi, cornici, mondi paralleli dentro e fuori dallo schermo
- 60. (1991) Audiofanie. Voci, rumori e musica del cinema
- 61. (1991) Onirikon. Tutti i sogni del cinema
- 62. (1992) Nuovo cinema italiano
- 63. (1992) La tradizione del film. Testo, filologia, restauro
- 64. (1992) Fotogenia. La bellezza del cinema
- 65. (1993) Demoni nel giardino. Novissimo cinema spagnolo
- 66. (1993) Cinema e architettura
- 67. (1993) Italia/Europa/USA. Identità e aperture del cinema italiano 1945-1965
- 68. (1994) Percorsi della teoria. Storiografia, semiotica, stilistica

## Conversazioni con o interventi di professionisti
- Paolo e Vittorio Taviani (1), Orson Welles (3, 44), Giuliano Scabia (4), Luis Buñuel (4), Glauber Rocha (5), Sergej Michajlovič Ėjzenštejn (6), Marco Bellocchio (7/8, 22/23), Bernardo Bertolucci (7/8, 21, 43, 62), Marco Ferreri (7/8, 47), Ansano Giannarelli (7/8), Giuseppe Risso (7/8), Paolo Gobetti (7/8), François Truffaut (9, 21), Jean-Luc Godard (9), Richard Leacock (10), Alexander Kluge (11, 45), Hans-Jürgen Syberberg (11, 34), Jean-Marie Straub e Danièle Huillet (11), Joseph Losey (12), Theo Angelopoulos (13), Alberto Cavalcanti (13), Ruy Guerra (13), Leon Hirszman (13), Nelson Pereira dos Santos (13), Gian Vittorio Baldi (14), Éric Rohmer (16/17, 48), Jean Eustache (16/17), Carmelo Bene (16/17), Sydney Pollack (16/17), Douglas Sirk (18/19), Cesare Zavattini (20), Vittorio Storaro (24), Salvatore Piscicelli (25/26), Marco Tullio Giordana (25/26), Volker Schlöndorff (25/26), John G. Avildsen (25/26), Gianni Serra (27/28), Giuseppe De Santis (30), Néstor Almendros (31), Robert Bresson (32), Wim Wenders (32, 39), András Kovács (32), Matjaz Klopčic (32), Ken Russell (33), Peter Greenaway (33, 46, 62), Paulo Branco (33), Ray Harryhausen (34), Rüdiger Vogler (35/36), Raúl Ruiz (37), Martin Scorsese (38), Niklaus Schilling (38), Peter Yates (38), Marianne Rosembaum (38), Hanna Schygulla (39), Suzuki Seijun (40/41), John Sayles (40/41), Jutta Brückner (42, 48), Luca Ronconi (43), Werner Herzog (44), Helma Sanders-Brahms (44), Gilles Deleuze (45), Rosa von Praunheim (45), Derek Jarman (45, 62), Georgij Sengelaja (45), Jean-Jacques Annaud (45), Jorge Luis Borges (46), Luchino Visconti (46), Jean Mitry (46), Jay Leyda (46), Viktor Borisovič Šklovskij (47, 48), Margarethe von Trotta (47), Alain Tanner (47), Fanny Ardant (47), Tina Lattanzi (48), Dennis Hopper (49), Konstantin Lopušanskij (49), Alex Cox (49), Fritz Lehner (50), Tengiz Abuladze (50), Shōhei Imamura (50), Eric Rochant (54/55), Alberto Lattuada (56), Paul Virilio (57), Tankred Dorst (57), Pina Bausch (57), Giorgio Armani (58), Yohji Yamamoto (58), Bertrand Tavernier (58), Olivier Assayas (58), Maria Luisa Bamberg (59), David Lynch (59), Michel Chion (60), Michel Brault e Pierre Perrault (60), Idrissa Ouédraogo (60), Gianni Celati (62), Daniele Luchetti (62), Carlo Mazzacurati (62), Marco Risi (62), Silvio Soldini (62), Gabriele Salvatores (62), Claudio Amendola (62), Sergio Castellitto (62), Ricky Tognazzi (62), Franco Bernini (62, 63), Enzo Monteleone (62), Guido Chiesa (63), Gabriella Morandi e Daria Menozzi (63), Zvonimir Maria Grill (63), Jillali Ferhati (63), Felipe Vega (65), Augustin Diaz Yanes (65), Ian Pringle (65), Jaromil Jires (65), Maria Novaro (65), Tomás Maldonado (66), Costantino Dardi (66), Daniele Segre (66), Edgar Reitz (66), Noël Burch (68), Tino Balio (68), John Malkovich (68) e Pat McCarthy (68).